# Tōkyō monogatari
Tōkyō monogatari (en España: Cuentos de Tokio y Viaje a Tokio, en Argentina: Historias de Tokio; en japonés: 東京物語 Tōkyō monogatari) es una película japonesa de 1953 dirigida por Yasujirō Ozu y protagonizada por Chishu Ryu y Chieko Higashiyama. Está considerada como una de las obras más importantes de su autor y a menudo es citada como una de las mejores películas realizadas.
Ozu y el guionista Kōgo Noda escribieron el guion en 103 días, y se basó, levemente, en la película americana Dejad paso al mañana de 1937, dirigida por Leo McCarey. Fue Noda quien sugirió la adaptación de la película, ya que Ozu aún no la había visto. Ozu contrató a muchos de los actores y miembros del equipo que habían trabajado durante años con él. En 1953 es estrenada en Japón, sin embargo, no ganó reconocimiento internacional y fue considerado "demasiado japonesa" para ser comercializada fuera del país. Más tarde, en 1957, se proyectó en Londres y un año después, ganó la primera edición de Sutherland Trophy, recibiendo elogios de los críticos de cine de Estados Unidos, después de que se proyectara en la ciudad de Nueva York en 1972.
En 2012, fue elegida como la mejor película de todos los tiempos en una encuesta a los directores de cine de la revista Sight & Sound.

## Argumento

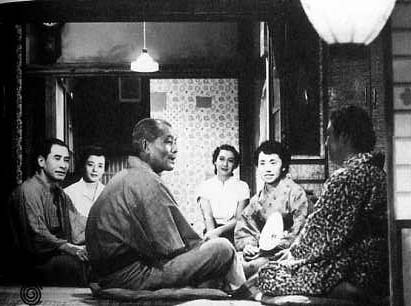
De izquierda a derecha: Kōichi (So Yamamura), Fumiko (Kuniko Miyake), Shūkichi (Chishū Ryū), Noriko (Setsuko Hara), Shige (Haruko Sugimura) y Tomi (Chieko Higashiyama).

Cuentos de Tokio narra la historia de unos padres ancianos, originarios de Onomichi, que visitan a sus hijos residentes en Tokio. Los primeros, provenientes del Japón rural, son rechazados en cierta medida por sus hijos, que están muy ocupados para prestarles atención. Pero la actitud de sus hijos contrasta con el comportamiento de su nuera viuda, que los trata con afecto. La humanidad evoluciona tan rápidamente que entre las generaciones se origina un abismo que las mantiene incomunicadas entre sí.

## Reparto
- Chishu Ryu como Shūkichi Hirayama.
- Setsuko Hara como Noriko Hirayama.
- Chieko Higashiyama como Tomi Hirayama.
- Haruko Sugimura como Shige Kaneko.
- Así Yamamura como Koichi Hirayama.
- Kuniko Miyake como Fumiko Hirayama.
- Kyoko Kagawa como Kyōko Hirayama.
- Eijirō Tōno como Sanpei Numata.
- Nobuo Nakamura como Kurazo Kaneko.
- Shirō Osaka como Keizo Hirayama.
- Hisao Toake como Osamu Hattori.
- Teruko Nagaoka como Yone Hattori.
- Mutsuko Sakura como el dueño del restaurante Oden.
- Toyo Takahashi como vecino de Shūkichi Hirayama.
- Tōru Abe como un empleado del ferrocarril.
- Sachiko Mitani como vecino de Noriko.
- Zen Murase como Minoru Hirayama, hijo de Koichi.
- Mitsuhiro Mori como Isamu Hirayama, hijo de Koichi.
- Junko Anami como dependienta de salón de belleza.
- Ryōko Mizuki como un cliente del salón de belleza.
- Yoshiko Togawa como cliente del salón de belleza.
- Kazuhiro Itokawa como estudiante.
- Keijiro Morozumi como un agente de policía.
- Tsutomu Nijima como jefe de la oficina de Noriko.
- Shozo Suzuki como compañero de oficina de Noriko.
- Yoshiko Tashiro como una camarera de hotel.
- Haruko Chichibu como una camarera de hotel.
- Takashi Miki como cantante.
- Binnosuke Nagao como el médico de Onomichi.

## Producción
El guion fue desarrollado por Yasujiro Ozu y su colaborador habitual, Kogo Noda, durante un período de 103 días en una posada de Chigasaki. Ozu, Noda, y el director de fotografía Yūharu Atsuta exploraron lugares en Tokio y Onomichi antes de empezar a rodar. El rodaje y la edición de la película tuvo lugar entre julio y octubre de 1953.

## Nueva versión
En 2013, el director Yoji Yamada realizó una nueva versión de la película que se estrenó con el título Una familia de Tokio (東京家族, Tōkyō Kazoku) y que obtuvo la Espiga de Oro, máximo galardón de la Semana Internacional de Cine de Valladolid (Seminci).

## Estilo y tema
Al igual que todas las películas sonoras de Ozu, Cuentos de Tokio tiene un ritmo lento. Los acontecimientos importantes a menudo no se muestran en la pantalla, pero se descubren a través de los diálogos. Tiene un uso distintivo de la cámara, y es que la altura es baja y casi nunca se mueve. El crítico de cine, Roger Ebert, señaló que la cámara solo se mueve una vez en la película y que es más de lo normal en una cinta de Ozu. La posición baja de la cámara también evoca la forma tradicional de sentarse de los japoneses en los tatami.
El tema de la película incluye la ruptura y la occidentalización de la tradicional familia japonesa después de la Segunda Guerra Mundial, y la inevitable ruptura de unos niños que crecieron separados de sus padres. La película se desarrolla en el Japón de la posguerra (1953), pocos años después del nuevo Código Civil de 1948 que favoreció el crecimiento del país hacía ideales capitalistas occidentales, a la vez que trajo la destrucción simultánea de tradiciones más antiguas, tales como los valores de la familia japonesa. Ozu consideró Cuentos de Tokio, como una de las cintas más melodramáticas.

## Premios
| Publicación   | País | Premio                                                    | Año  | Puesto |
| ------------- | ---- | --------------------------------------------------------- | ---- | ------ |
| Empire        | EUA  | Las mejores películas del cine mundial                    | 2010 | 16     |
| Sight & Sound | EUA  | Las mejores películas de la historia según los críticos   | 2012 | 3      |
| Filmin        | EUA  | Las mejores películas de la historia según los directores | 2012 | 1      |